# Mausoleum der Familie Hohenlohe-Langenburg

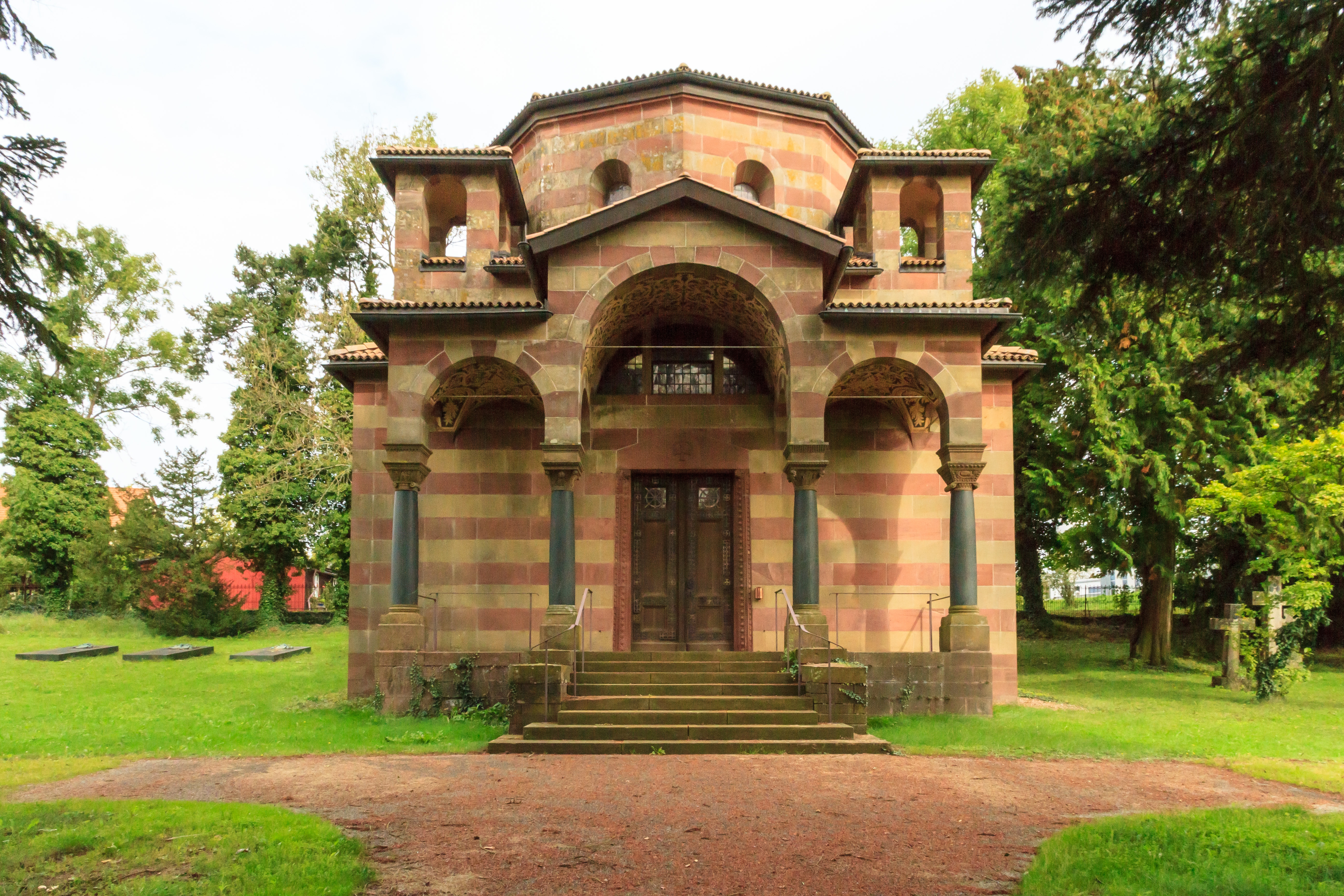
Das Mausoleum

Das Mausoleum der Familie Hohenlohe-Langenburg befindet sich auf einem separaten Teil des Friedhofs der baden-württembergischen Kleinstadt Langenburg. Es ist trotz seines Namens kein Mausoleum, in dem Mitglieder des hochadeligen Geschlechtes ihre letzte Ruhestätte gefunden haben, sondern eine Kapelle für die Trauergottesdienste der Familie. Der fürstliche Friedhof entstand nach Fertigstellung im Jahre 1909 um das Gebäude herum.

## Geschichte
Fürst Hermann zu Hohenlohe-Langenburg gab das unter Denkmalschutz stehende Bauwerk 1904 im Gedenken an seine 1903 verstorbene Frau Leopoldine von Baden in Auftrag. Es entstand nach Plänen des Berliner Architekten August Bode in den Jahren 1904 bis 1909 auf dem Gelände des an der Straße nach Michelbach gelegenen ehemaligen Schlossgartens. Die Baukosten betrugen 44.000 Mark. Unmittelbar neben dem fürstlichen entstand ab 1922 der städtische Friedhof.

## Baubeschreibung

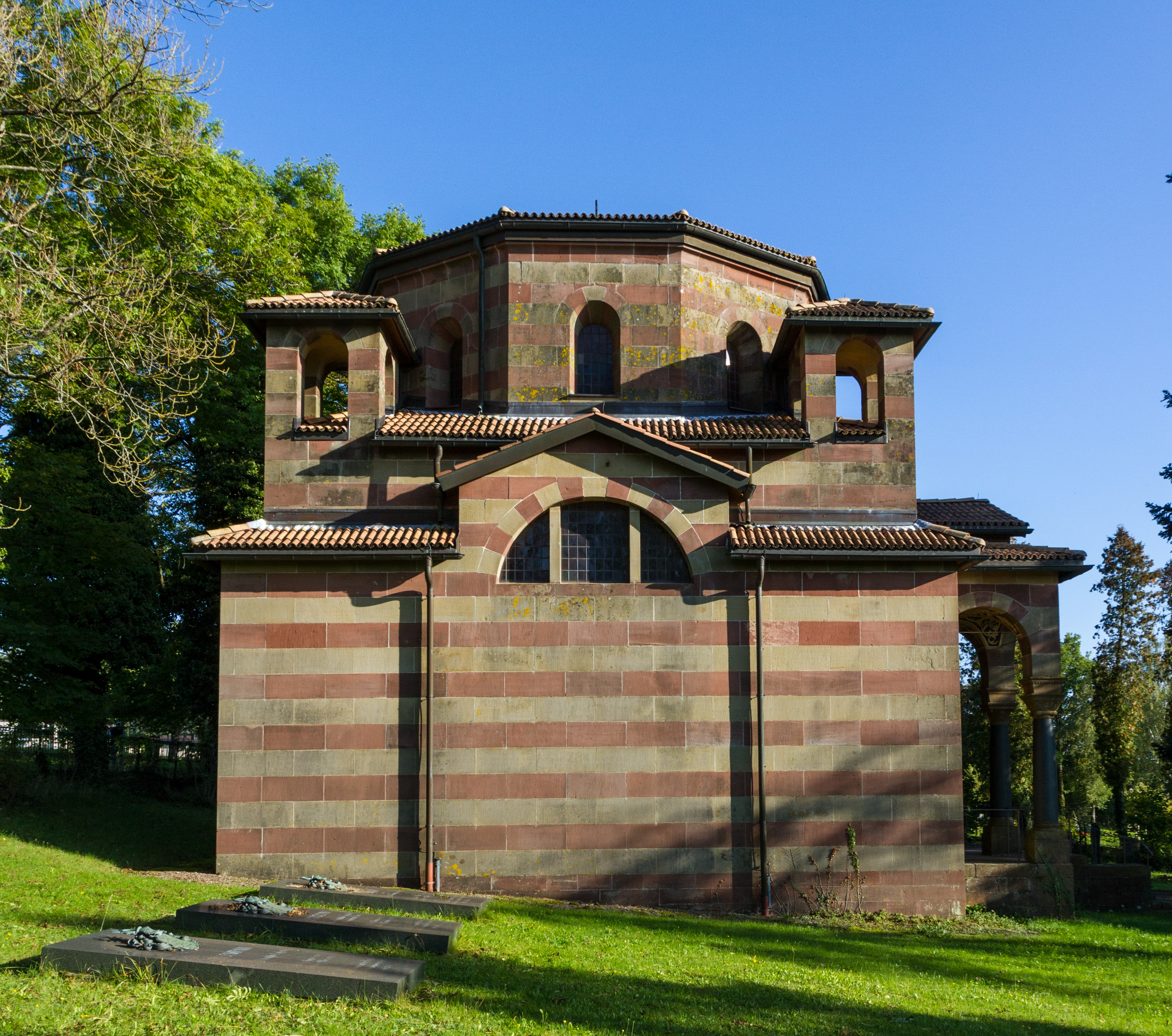
Seitenansicht

Das Gebäude weist einen quadratischen Grundriss mit Kuppelüberdeckung auf. Außen ist es als Zehneck ausgeführt. Im Eingangsbereich befindet sich eine Säulenvorhalle, über den vier Ecken erheben sich kleine Türmchen. Bode ließ die Kapelle nach Vorbildern aus Norditalien wie etwa dem Mausoleum der Galla Placidia errichten. Deutlich griff er dabei sowohl in der Architektur als auch in der bis 1909 vollendeten Bemalung Motive der frühchristlichen Sepulkralarchitektur aus Ravenna auf. Die Innenraumdekoration geht auf Pläne von Hermann Schaper aus Hannover zurück. Die Ausführung übernahmen Julius Wehinger und Fritz Reichl.